# Canon de 15 cm SK C/25
Le canon de 15 cm SK C/25 était un canon naval allemand de moyen calibre utilisé pendant la Seconde Guerre mondiale. Il a servi d'armement primaire pour les croiseurs de classe K et Leipzig. Aucune arme excédentaire de ce type ne semble avoir été utilisée comme arme de défense côtière.

## Description
C’est un canon de 60 calibres tirant des obus explosifs ou perforants de 45,5 kg à une distance maximale de 25 700 mètres (à +40°), à raison de 6 à 8 par minute pour le Leipzig (cycle de tir maximal de 7,5 secondes) et les trois navires de classe K, alors que le Nurnberg pouvait tirer dix à douze coups par minute.
La tourelle triple TrC/25 équipant le Leipzig et les trois de classe K pesait 136,91 tonnes et permettait aux canons de pointer en azimut sur 360 ° et en site de - 10 ° à + 40 °, à raison de 6 à 8 ° par seconde. La tourelle TrC/26 du Nürnberg pesait 147,15 tonnes et dispose de performances similaires. La dotation en munitions fut de 120 coups par canon, soit un total de 1 080 projectiles. Les munitions étaient alimentées par trois palans, un entre les canons gauches et centraux et les deux autres entre les canons centraux et droits à l'arrière de la monture. Le cycle de tir maximal était de 7,5 secondes, soit huit coups par minute.

## Munitions
Le SK C / 25 avait un certain nombre d'obus différents disponibles.
| Type d'obus                                                                     | Poids   | Poids de remplissage | Vitesse initiale |
| ------------------------------------------------------------------------------- | ------- | -------------------- | ---------------- |
| Obus HE avec culot balistique (Sprenggranate L / 4,5 m Bdz m. Hb)               | 45,5 kg | 3,058 kg             | 960 m / s        |
| Obus HE thermoformée avec capuchon balistique (15 cm Spgr L / 4,4 Kz m Hb)      | 45,5 kg | 3,892 kg             | 960 m / s        |
| Obus perforant avec base balistique (Panzer-Sprenggranate) L / 3,7 m Bdz. m Hb) | 45,5 kg | 0,885 kg             | 960 m / s        |
| Obus éclairants                                                                 | 41,0 kg | Inconnu              | 650 m / s        |